# Mikroregion Šumava - západ
Mikroregion Šumava - západ je svazek obcí v okresu Klatovy a okresu Prachatice, jeho sídlem jsou Kašperské Hory a jeho cílem je zmnožení sil a prostředků při prosazování záměrů rozvoje obcí. Sdružuje celkem 13 obcí a byl založen v roce 2001.

## Obce sdružené v mikroregionu
- Železná Ruda
- Čachrov
- Srní
- Modrava
- Prášily
- Horská Kvilda
- Rejštejn
- Kašperské Hory
- Hamry
- Kvilda
- Dlouhá Ves
- Sušice
- Borová Lada